# Kościół iroszkocki
Kościół iroszkocki, Kościół iryjski – specyficzna, odrębna od Kościoła rzymskokatolickiego forma organizacji kościelnej we wczesnym średniowieczu na obszarze Irlandii, później także Szkocji i Northumbrii.
Kościół iroszkocki ukształtował się na przełomie V i VI wieku wskutek przerwania kontaktów z Kościołem rzymskim w wyniku anglosaskiego najazdu na Brytanię. Charakteryzował się m.in. własnym rytem, niehierarchiczną, opartą na monastycyzmie formą organizacji, własnym sposobem wyznaczania daty Wielkanocy i charakterystyczną formą tonsury noszoną przez duchownych.
Po ponownym zetknięciu się Kościołów rzymskiego i iroszkockiego w VII wieku wybuchł między nimi spór, który zakończył się na synodzie w Whitby w 664, kiedy to wiernym Kościoła iroszkockiego nakazano podporządkowanie się Kościołowi rzymskiemu. Ostatnią bazą oporu Kościoła iroszkockiego była do roku 715/716 wyspa Iona. Iroszkocki typ liturgii i organizacji życia zakonnego utrzymał się do czasów reformy gregoriańskiej.

## Początki chrześcijaństwa w Irlandii

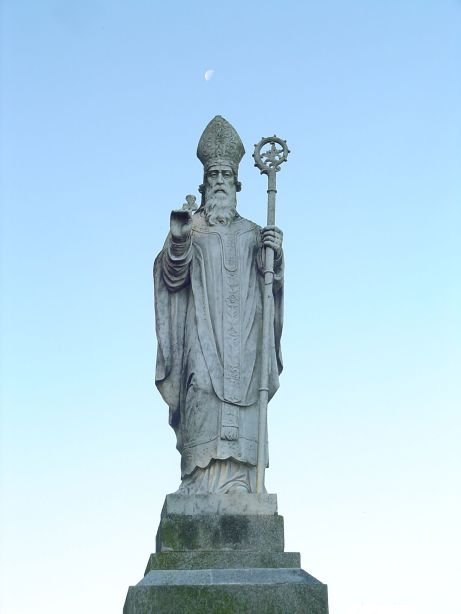
Święty Patryk

Nieznana jest data pojawienia się chrześcijaństwa w Irlandii. Prawdopodobnie zostało ono zaszczepione na wyspie przed V wiekiem, dzięki kontaktom z gminami chrześcijańskimi w Brytanii.
W 431 roku papież Celestyn I wysłał niejakiego Palladiusa z misją „do Szkotów wierzących w Chrystusa” i jako pierwszego ich biskupa (misyjnego). Informacja ta wskazuje, że w Irlandii musiały wówczas istnieć już gminy chrześcijańskie, chociaż nie posiadały jeszcze organizacji kościelnej.
Misja Palladiusa poniosła najprawdopodobniej klęskę, gdyż jeszcze w tym samym roku do Irlandii wyruszył nowy misjonarz – św. Patryk. Z misją Patryka związana jest właściwa chrystianizacja Irlandii, jednak informacje pochodzące z tego okresu są nader skąpe. Do swojej śmierci w 461 Patryk zdołał przekonać do swojej religii irlandzką arystokrację, ustanowić opartą na miejscowej ludności hierarchię kościelną i założyć na wyspie klasztory.
Pomimo skąpych informacji z tego okresu uważa się, że forma organizacji kościelnej wprowadzona przez św. Patryka nie odbiegała od tej istniejącej w Cesarstwie Rzymskim. Główną różnicą, spowodowaną brakiem w Irlandii ośrodków miejskich, było ulokowanie biskupstw w ośrodkach władzy plemienno-politycznej.

## Przyczyny i cechy odrębności Kościoła iryjskiego
W 410 roku Rzymianie wycofali się z Brytanii, którą następnie około 450 najechali germańscy Jutowie, Sasi i Anglowie. W ciągu kilku dziesięcioleci opanowali oni wyspę, zakładając własne państwa i spychając rdzenną ludność celtycką na obszary Walii i Kornwalii. Najeźdźcy byli poganami i ich najazd oznaczał jednoczesne zniszczenie dotychczasowych wspólnot chrześcijańskich rzymskiej Brytanii. Chrześcijaństwo utrzymało się na obszarze celtyckiej Walii i Kornwalii (nazywanych Krawędzią Celtycką). Odcięte od kontaktów z Kościołem rzymskim, przetrwało w izolacji następne dwa stulecia (zob. Kościół starobrytyjski).
Wraz z odcięciem Kościoła brytyjskiego pozbawiony kontaktów z Rzymem został także Kościół iryjski. W tych warunkach, prawdopodobnie na początku VI wieku, doszło w Kościele iryjskim do radykalnej zmiany, nazywanej czasem rewolucją monastyczną. W jej wyniku nastąpiła całkowita likwidacja episkopalnego ustroju Kościoła oraz całkowita reorganizacja administracji kościelnej, w której diecezje zastąpione zostały przez parochie oparte na wielkich klasztorach – którym podlegała sieć klasztorów filialnych. Główne funkcje religijne przejęli przeorowie i opaci klasztorów, którym oprócz spraw własnej wspólnoty klasztornej zaczęły podlegać także sprawy wspólnoty wiernych skupionej wokół klasztoru. Jednocześnie nastąpiła całkowita minimalizacja roli biskupa, który stał się podległy opatowi i wypełniał jedynie funkcje liturgiczne zarezerwowane dla biskupów, takie jak wyświęcanie księży. W wielu przypadkach sam opat był jednocześnie biskupem.
Duży wpływ na przemiany w Kościele irlandzkim miała także struktura społeczeństwa celtyckiego, odmienna od tej istniejącej na kontynencie. W Irlandii nie istniały ośrodki miejskie, zaś społeczeństwo Irlandii podzielone było na kilkaset organizmów politycznych o strukturze klanowej. Klan był podstawową jednostką struktury społecznej. Rezydujący na wzgórzu Tara arcykról miał jedynie władzę symboliczną, zaś poszczególni królowie klanowi zachowywali niezależność, wchodząc czasem między sobą w stosunki wasalne, bardziej luźne od tych znanych z kontynentu. Przeważającą część społeczeństwa irlandzkiego stanowili ludzie wolni.
Głównym, centralnym ośrodkiem Kościoła iryjskiego stało się Armagh, w którym rezydował biskup zwany comharba Phádraig (następca lub dziedzic Patryka). Kościół iroszkocki wykształcił także własną liturgię (zob. ryt iroszkocki).
Odrębność Kościoła iroszkockiego od Kościoła rzymskiego nie miała charakteru heretyckiego i nie była związana z różnicami dogmatycznymi. Dyskusyjną sprawą jest także schizmatycki charakter Kościoła, gdyż formalnie nie odrzucił on nigdy zwierzchności papieża, chociaż w momencie ponownego zetknięcia się z obrządkiem rzymskim wielokrotnie wchodził z nim w spór, zaś duchowni rzymscy potępiali Kościół i ryt iryjski. Główną przyczyną sporu pomiędzy obiema organizacjami kościelnymi były różnice obyczajów i liturgii, a zwłaszcza sprawa tonsury i daty Wielkanocy.
Klasztory iryjskie także nabrały innego charakteru niż w reszcie chrześcijańskiej Europy. Nie istniała jedna wspólna reguła życia zakonnego. Datowany na IX-X wiek Catalogus sanctorum podaje, że iryjscy mnisi żyli według różnych reguł. Wspólne wszystkim było natomiast utrzymywanie się z jałmużny wiernych i skrajny ascetyzm. Jednocześnie mnisi nie izolowali się od ludzi, prowadzili także szeroko rozwiniętą działalność naukową i artystyczną. Specyficzną cechą kościoła iroszkockiego były wspólne klasztory męsko-żeńskie.
Charakterystyczna dla iroszkockich mnichów była szeroko rozwinięta działalność misyjna. Mnisi uważali za swój obowiązek opuszczenie po pewnym czasie klasztoru i przeniesienie się w nowe miejsce. Specyficzną formą wędrówki było uznawane za ogromny zaszczyt peregrinatio pro Christi amore, w czasie którego mnich na zawsze porzucał swój ojczysty kraj i udawał się w dożywotnią wędrówkę w celu chrystianizacji pogan. W ten sposób mnisi irlandzcy dokonali chrystianizacji Szkocji i Northumbrii.
Mnisi iryjscy nosili własny typ tonsury, odmienną zarówno od używanej w Kościele rzymskim jak i na wschodzie, zwaną „tonsurą św. Jana”. Nie zachowały się szersze dane źródłowe pozwalające na odtworzenie jej wyglądu. Prawdopodobnie golono przednią część głowy aż do linii łączącej uszy.
Kościół iroszkocki stosował także własny sposób wyznaczania daty święta Wielkanocy. W 325 sobór w Nicei przyjął dla wszystkich chrześcijan datę Wielkanocy w pierwszą niedzielę po pierwszej wiosennej pełni Księżyca, ustalając datę równonocy wiosennej na 21 marca. W Kościele iroszkockim data równonocy wiosennej wyznaczona natomiast była na 25 marca i Wielkanoc mogła wypaść w terminie między 25 marca a 21 kwietnia (w reszcie kościołów chrześcijańskich między 22 marca a 25 kwietnia). W momencie zetknięcia się obu Kościołów sprawa obchodzenia Wielkanocy nabrała kluczowego znaczenia, np. w roku 631 Kościół rzymski obchodził Wielkanoc 24 marca, zaś Kościół iroszkocki 21 kwietnia.

## Chrystianizacja Szkocji

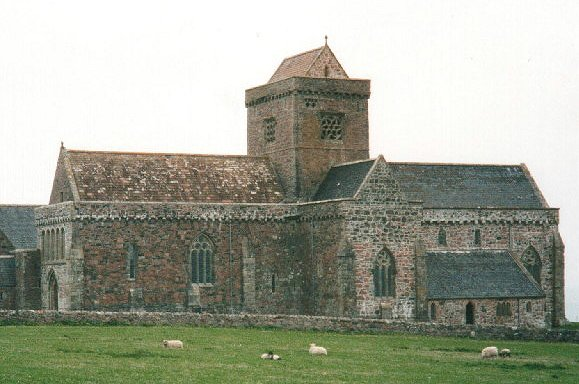
Klasztor na Ionie

Kościół iryjski pierwotnie był lokalnym zjawiskiem ograniczonym do samej Irlandii. Jego dalszy rozwój poza wyspą rozpoczął się wraz z misją św. Kolumby.
W roku 563 Kolumba wraz z 12 towarzyszami (liczbę tę należy traktować symbolicznie) opuścił Irlandię i osiedlił się na wyspie Iona, gdzie założył klasztor. Kolumba szybko zdobył sobie poparcie władcy Dalriady, który wspierał jego misję chrystianizacyjną. Do swojej śmierci w 597 nawrócił północnych Piktów i założył w Szkocji kilkadziesiąt klasztorów.

## Pojawienie się Kościoła rzymskiego

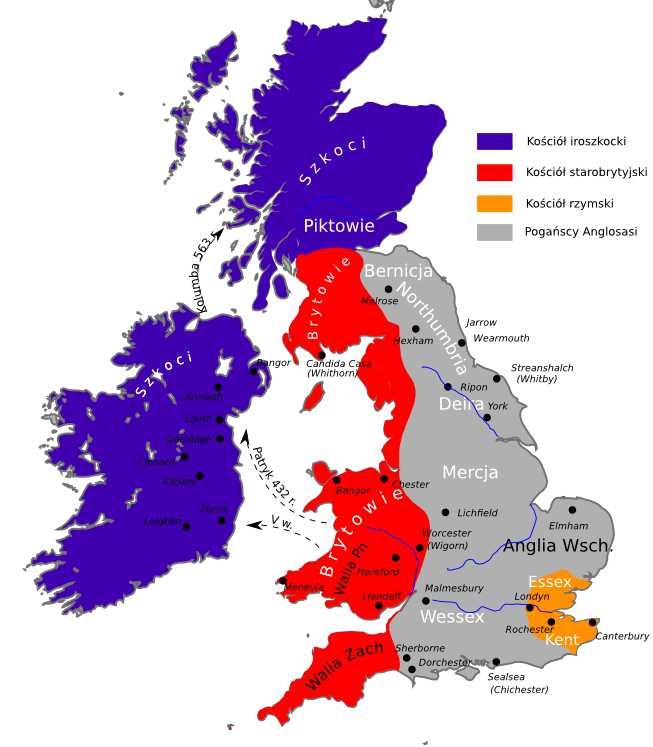
Trzy Kościoły na Wyspach Brytyjskich ok. 600 roku

W roku śmierci Kolumba, w 597 do wybrzeży Kentu przybyła wysłana przez papieża Grzegorza I misja chrystianizacyjna na czele z biskupem Augustynem. W przeciągu roku Augustyn ochrzcił 10 000 Anglów. Rozpoczęła się w ten sposób chrystianizacja królestw anglosaskich w obrządku rzymskim. Już w pierwszych latach misji Augustyna miało dojść do spotkania z przedstawicielami Kościoła starobrytyjskiego. Zgodnie z informacjami przekazanymi przez Bedę Czcigodnego Kościół starobrytyjski odmówił wyrzeczenia się swoich praktyk i przyłączenia się do misji chrystianizacyjnej wśród Anglosasów.

## Chrystianizacja Northumbrii
W 617 władca Deiry Edwin zjednoczył Northumbrię i pojął wkrótce za żonę córkę króla Kentu. Rozpoczęła się chrystianizacja Northumbrii. W 625 papież ustanowił dla tego kraju biskupstwo misyjne, zaś w 628 Edwin przyjął chrzest.
Edwin wysłał do papieża list z prośbą o przysłanie misjonarzy. Zanim jednak misja przybyła, doszło w kraju do katastrofy. 12 października 633 doszło do bitwy pod Hatfield Chase między armią northumbryjską a wojskami Gwynedd i Mercji. W bitwie poległ Edwin, zaś jego kraj rozpadł się o pogrążył w wojnie domowej.
Śmierć Edwina oznaczała jednoczesny koniec krótkiej historii chrześcijaństwa w tym kraju. Poszczególni władcy wrócili do pogaństwa, zaś misjonarze uciekli do Kentu.

## Ponowna chrystianizacja Northumbrii oraz chrystianizacja Mercji i Essexu
Na przełomie 635/636 Northumbria została zjednoczona przez Oswalda z Bernicji. W czasach panowania Edwina Oswald przebywał jako wygnaniec polityczny w Dalriadzie i tam przyjął chrześcijaństwo w obrządku iryjskim.
Po zdobyciu władzy Oswald rozpoczął rechrystianizację Northumbrii, tym razem jednak w konfesji iroszkockiej, której sam był wyznawcą. W 636 przybył z Iony biskup Aidan, któremu Oswald nadał wyspę Lindisfarne, gdzie powstał słynny klasztor i siedziba biskupstwa iroszkockiego.
W 651 Paeda, syn króla Mercji Pendy, poślubił córkę króla Northumbrii Oswiu, zaś syn Oswiu córkę Pendy. Przymierze polityczne połączone było jednocześnie ze zgodą Paedy na chrzest. W 654 Paeda został ochrzczony, zaś do Mercji przybyło 4 iroszkockich misjonarzy. Pod wpływem Northumbrii i Mercji również władca Essexu Sigibert zdecydował się w niedługim czasie na przyjęcie chrztu z rąk Iroszkotów.

## Zetknięcie się z Kościołem rzymskim. Spór
W czasie, gdy na północy Anglii trwały misje iroszkockie, południowe królestwa przyjmowały chrzest z rąk Kościoła rzymskiego. Za panowania króla Cynegilsa (611-642) chrzest przyjął Wessex. Pomimo czasowego powrotu do pogaństwa po śmierci Cynegilsa, po trzech latach udało się restytuować chrześcijaństwo. Pod wpływem Wessexu chrześcijaństwo w obrządku rzymskim przyjęło także Królestwo Anglii Wschodniej. W obu tych królestwach nastąpiło pierwsze spotkanie przedstawicieli Kościoła rzymskiego z iroszkockimi mnichami, o którym brak jednak szerszych informacji.
W 651 na tronie Northumbrii zasiadł Oswiu. Pojął on za żonę Eanfledę, córkę króla Kentu, zwolenniczkę Kościoła rzymskiego. Jak przekazują kronikarze, dwór northumbryjski stał się odtąd rozdarty między dwa obrządki i kiedy król po zakończeniu Wielkiego Postu zaczynał Niedzielę Wielkanocną, królowa i jej otoczenie kontynuowali jeszcze posty i święcili Niedzielę Palmową.
W Northumbrii pojawili się wraz z Eanfledą duchowni rzymscy, prowadzący agitację na rzecz Kościoła rzymskiego. Kościół rzymski potępiał wyznawców Kościoła iryjskiego za dziwne z jego punktu widzenia praktyki religijne, jak chociażby koedukacyjne zakony. Największymi punktami zapalnymi między obydwoma Kościołami stały się data świętowania Wielkanocy i kształt tonsury. O ile w innych punktach Kościół rzymski był gotów momentami ustąpić, w sprawie Wielkanocy i tonsury był nieprzejednany. W tym czasie wielu mnichów iryjskich przyjęło konfesję rzymską. Około 660 roku syn Oswiu, Alfryd, sprawujący z ramienia ojca rządy w Deirze stał się zwolennikiem Kościoła rzymskiego. Z inicjatywy Alfryda usuwano z funkcji przeorów Iroszkotów, zaś mnisi, którzy nie chcieli się podporządkować nowemu, rzymskiemu przeorowi, zmuszani byli do opuszczenia klasztoru.

## Synod w Whitby
W sytuacji religijnego podziału Northumbrii pomiędzy dwa Kościoły i nieustannej rywalizacji pomiędzy nimi, Oswiu wraz z Alfrydem zdecydowali się na zwołanie synodu w celu uregulowania kwestii kościelnych. Synod zwołano w 664 w klasztorze w Whitby. Przewodniczył mu sam Oswiu. Stronie iroszkockiej przewodził opat Lindisfarne Kolman, zaś stronie rzymskiej biskup Agilbert, który jednak ze względu na nieznajomość języka Anglosasów znajdował się w cieniu biskupa Wilfryda.
Debata między przedstawicielami obydwu Kościołów nie przyniosła żadnego rozstrzygnięcia. Kolman zaciekle bronił praktyk Kościoła iroszkockiego, Wilfryd zaś był zwolennikiem powszechności konfesji rzymskiej i zarzucał Iroszkotom głupotę. W pewnym momencie dyskusję przerwał, znudzony nużącymi wywodami teologicznymi Oswiu, przyznając rację Kościołowi rzymskiemu i nakazując wszystkim przyjęcie rzymskich praw i zwyczajów kościelnych.

## Następstwa synodu
Decyzja synodu w Whitby oznaczała koniec Kościoła iryjskiego na Wyspach Brytyjskich. Sam Kolman nie podporządkował się decyzji synodu i wraz z 30 innymi mnichami udał się na Ionę, następnie zaś osiedlili się na wyspie Inisboffin, gdzie trwali przy Kościele iroszkockim.
W następnych latach upadły ostatnie ogniska oporu Kościoła iroszkockiego. Do końca VII wieku wprowadzono karę ekskomuniki za stosowanie iroszkockiego typu tonsury.
Kościół iroszkocki stopniowo wygasał w Szkocji i Irlandii. W latach 80. VII wieku konfesję rzymską przyjął Adamnan, opat klasztoru na Ionie. Mnisi nie dali się jednak przekonać do porzucenia własnych obyczajów. Adamnan opuścił Ionę i udał się do Irlandii, gdzie do końca życia wędrował od klasztoru do klasztoru, przekonując je do przyjęcia tradycji rzymskiej.
W 710 król Piktów Nechtan nakazał przyjęcie w swoim kraju rzymskiego typu tonsury i sposobu wyznaczania daty Wielkanocy.
W 715/716 upadł ostatni punkt oporu, Iona. Wówczas to misjonarz Egbert miał udać się na wyspę i nakłonić wspólnotę z Iony i podległe jej klasztory do podporządkowania się Kościołowi rzymskiemu. Data ta wyznacza jednocześnie definitywny kres Kościoła iroszkockiego.
Ryt iryjski utrzymywał się jeszcze następne dziesięciolecia w Bretanii, Szkocji i Irlandii, zaś najdłużej, do połowy XII wieku w licznych klasztorach w zachodniej Europie, założonych przez pochodzących z Irlandii mnichów. Ostatecznie zaniknął po reformie gregoriańskiej.
Swoją odrębność jeszcze przez długi czas zachowywał izolacjonistyczny Kościół starobrytyjski. Beda Czcigodny wspomina o Brytach w Walii, którzy błądzą oderwani od Kościoła powszechnego, zaś ostatnie starobrytyjskie klasztory w Walii przyjęły zwierzchność Rzymu dopiero w XIII wieku.